# Migos
Migos est un groupe de hip-hop américain, originaire d'Atlanta, en Géorgie. Le groupe est composé de Quavo(Quavious Keyate Marshall Takeoff (Kirshnik Khari Ball) et Offset (Kiari Kendrell Cephus). Quavo et Offset ne sont pas cousins contrairement aux rumeurs répandues par le passé , tandis que Takeoff est le neveu de Quavo. Le trio se fait connaître mondialement en 2013 avec le single Versace.
En janvier 2017, le titre Bad and Boujee, issu de leur second album studio Culture, en collaboration avec Lil Uzi Vert, atteint la première place du Billboard Hot 100.
Au fil de leur parcours, Migos collaborent avec de nombreux artistes et groupes populaires tels que Travis Scott, Cardi B, Calvin Harris, Katy Perry, Justin Bieber, Drake, Young Thug, 21 Savage, Chance The Rapper, Nicki Minaj, Chief Keef, French Montana, Chris Brown, R. Kelly et Lil Yachty notamment. Ils sont managés par Coach K, ancien manager de Young Jeezy et Gucci Mane, et collaborent fréquemment avec le producteur de Bricksquad, Zaytoven.
Après le succès de Culture, en 2018, Culture II voit le jour et cartonne dans le monde entier, le groupe est à son sommet.
Depuis cet album, une pause a été prise. Mise à part la sortie de quelques singles comme Give No Fuk avec Travis Scott et Young Thug, Racks 2 Skinny ou encore Need It avec YoungBoy Never Broke Again.
Reporté à plusieurs reprises, leur dernier album en date Culture III sort le 11 juin 2021. Un single se trouvant sur cet album est notamment dévoilé le 14 mai 2021 sous le nom de Straightenin.
En 2022, le groupe se serait séparé selon des rumeurs d'après que l'ex petite-amie de Quavo, Saweetie aurait eu des relations avec Offset, Quavo a fait allusion à la faille dans la chanson "Messy" et dans une interview où il a insinué le manque de loyauté d'Offset,.
Dans la nuit du 31 octobre au 1er novembre 2022, Takeoff meurt lors d'une fusillade dans un bowling à Houston. L'artiste passait la soirée avec son oncle Quavo. Il jouait aux dés avec son oncle quand soudain une dispute a éclaté, l'un des protagonistes tire plusieurs coups de feu, Takeoff meurt sur le coup à l’âge de 28 ans ,.

## Histoire

### Origines etYoung Rich Niggas(2008-2013)
Le single Versace, publié en 2013, et produit par Zaytoven, devient viral et atteint la 99e place du Billboard Hot 100. Il inspire également le rappeur Drake à participer au remix officiel. Le groupe joue par la suite au iHeartRadio Music Festival de 2013. Le 13 juin, Migos publie sa mixtape Y.R.N. (Young Rich Niggas), bien accueilli par la presse spécialisée. Brandon Soderberg de Spin lui accorde huit étoiles sur dix, le considère comme « un super-cut de sensations Dirty South » et le compare à Gucci Mane, Soulja Boy et Future. Le 15 juin 2013, le groupe joue à la chaîne de radio locale Hot 107.9 au Birthday Bash. En octobre 2013, ils participent à la section Show and Prove du magazine XXL.
Versace est inclus dans de nombreuses listes en 2013, dont la troisième place des « 25 meilleures chansons de 2013 » au magazine XXL, la quatrième place des « 50 meilleures chansons en 2013 » au magazine Complex, la cinquième place des « 50 meilleures chansons en 2013 » au magazine SPIN, la 38e place des « 100 meilleures chansons en 2013 » sur Pitchfork, et la 69e place des 100 meilleures chansons en 2013 au magazine Rolling Stone. Y.R.N. (Young Rich Niggas) est nommé 27e meilleur album en 2013 et sixième meilleur album de hip-hop en 2013 par SPIN,.

### Mixtapes etYoung Rich Nation(2014-2015)
Le 25 février 2014, Migos publie une nouvelle mixtape, No Label II, téléchargée plus de 100 000 fois à sa première semaine de publication, et certifiée disque d'or sur le site DatPiff. No Label II est généralement bien accueillie par la presse spécialisée. Consequence of Sound la décrit comme « un parfait mélange de chansons de fêtards et d'hymnes de rap triomphants qui peut mettre dans l'ambiance à votre prochain barbecue à votre prochaine block party » et Exclaim! considère qu'il « contient plusieurs hits potentiels. » Vibe félicite également la production de la tape, qu'il considère « longue et impressionnante. »
Le 14 mars 2014, la future mixtape Y.R.N. 2 de Migos deviendra finalement un album. Le trio tente originellement d'y inclure 20 chansons. La signature de Migos au label 300 Entertainment est révélée en juin 2014, et l'album est distribué par Atlantic Records. En juin 2014, leur single Fight Night est classé parmi les 25 meilleures chansons de 2014 au magazine XXL'. La mixtape qui suit, Rich Nigga Timeline est publiée le 5 novembre 2014.
Le 5 février 2015, Migos publie le premier single de l'album, One Time. Leur premier album, Yung Rich Nation (à l'origine intitulé Y.R.N.: Tha Album est publié le 31 juillet 2015 et fait participer Chris Brown et Young Thug. Yung Rich Nation est bien accueilli par la presse spécialisée. Des vidéos sont tournées pour les titres Migos Origin, Spray the Champagne et Pipe It Up. 15 000 exemplaires sont vendus à sa première semaine de publication, et il atteint la troisième place du classement Top Rap Albums. Migos explique que leur second album est achevé. Dans une entrevue avec DJ Whoo Kid, Takeoff explique que « tout est une question de timing. » Une chanson, Fantastic avec Lil Wayne, devrait être incluse dans l'album. L'album fera également participer Nas. Au mois de novembre, Migos publie une nouvelle chanson intitulé Bitch Dab la chanson est sorti par une chaine nommée massappeal la chanson semble être un « accident de publication ». Le mois qui suit la réelle version de Bitch Dab sort, et s'intitule Look at My Dab.
Après l'absence de Offset dans Bitch Dab des rumeurs circulent que Offset aurait quitté le groupe. Mais en réalité, Offset était en prison.
Young Thug affirme dans une interview qu'il y aura bien une mixtape avec Migos le projet est en cours de préparation. Elle s'intitulera Migos Thuggin'[réf. nécessaire].

### De CultureàCulture III
En septembre 2016, Migos signe sur le label GOOD Music de Kanye West,,.
Ils apparaissent également dans le clip If i don’t have you de Tamar Braxton, qui est no 1.
En janvier 2017, le groupe sort son second album studio intitulé Culture. Sur ce projet de 13 titres apparaissent 5 collaborations avec DJ Khaled, Lil Uzi Vert, Gucci Mane, 2 Chainz et Travis Scott.
Un an plus tard, le 26 janvier 2018, Migos sort un troisième album, Culture II. Le groupe collabore avec plusieurs artistes au sein d'un projet long de 24 titres : 21 Savage, Drake, Gucci Mane, Travis Scott, Ty Dolla Sign, Big Sean, Nicki Minaj, Cardi B, Post Malone, 2 Chainz. MotorSport et Stir Fry, respectivement sorti le 27 octobre 2017 et le 20 décembre 2017 sont les deux singles de Culture II.
Le 11 juin 2021, la sortie de Culture III conclut la trilogie d'albums. Le projet contient 19 titres dont 8 collaborations avec Drake, Cardi B, Polo G, Future, Justin Bieber, Juice WRLD, Pop Smoke et YoungBoy Never Broke Again.

## Discographie
- 2012: No Label
- 2013: Young Rich N*ggas
- 2013: Jung Season
- 2014: No Label II
- 2014: The Green Album
- 2014: Rich Ni**a Timeline
- 2015: Jung Rich Nation
- 2015: Currency
- 2015: Rich Shooters
- 2016: MigoThggin
- 2016: MigoThggin, Part II
- 2017: Back to the Bando, Vol.2
- 2017 : Culture
- 2018 : Culture II
- 2021 : Culture III